# 1949年
1949年（1949 ねん）は、西暦（グレゴリオ暦）による、土曜日から始まる平年。昭和24年。
この項目では、国際的な視点に基づいた1949年について記載する。 

## 他の紀年法
- 干支：己丑（つちのと うし）
- 日本（月日は一致）
  - 昭和24年
  - 皇紀2609年
- 中国（月日は一致）
  - 中華民国：中華民国38年
- 朝鮮・韓国（月日は一致）
  - 檀紀4282年
  - 主体38年
- 仏滅紀元：2491年 - 2492年
- イスラム暦：1368年3月1日 - 1369年3月10日
- ユダヤ暦：5709年3月30日 - 5710年4月11日
- 修正ユリウス日(MJD)：32917 - 33281
- リリウス日(LD)：133758 - 134122

※檀紀は、大韓民国で1948年に法的根拠を与えられたが、1962年からは公式な場では使用されていない。

※1949年に成立した中華人民共和国は、年号として西暦を採用することを定めたため、以後中国大陸では独自の紀年法は存在しない。

※主体暦は、朝鮮民主主義人民共和国で1997年に制定された。

## カレンダー
| 1月 |    |    |    |    |    |    |
| 日  | 月 | 火 | 水 | 木 | 金 | 土 |
|     |    |    |    |    |    | 1  |
| 2   | 3  | 4  | 5  | 6  | 7  | 8  |
| 9   | 10 | 11 | 12 | 13 | 14 | 15 |
| 16  | 17 | 18 | 19 | 20 | 21 | 22 |
| 23  | 24 | 25 | 26 | 27 | 28 | 29 |
| 30  | 31 |    |    |    |    |    |
|     |    |    |    |    |    |    |

| 2月 |    |    |    |    |    |    |
| 日  | 月 | 火 | 水 | 木 | 金 | 土 |
|     |    | 1  | 2  | 3  | 4  | 5  |
| 6   | 7  | 8  | 9  | 10 | 11 | 12 |
| 13  | 14 | 15 | 16 | 17 | 18 | 19 |
| 20  | 21 | 22 | 23 | 24 | 25 | 26 |
| 27  | 28 |    |    |    |    |    |
|     |    |    |    |    |    |    |

| 3月 |    |    |    |    |    |    |
| 日  | 月 | 火 | 水 | 木 | 金 | 土 |
|     |    | 1  | 2  | 3  | 4  | 5  |
| 6   | 7  | 8  | 9  | 10 | 11 | 12 |
| 13  | 14 | 15 | 16 | 17 | 18 | 19 |
| 20  | 21 | 22 | 23 | 24 | 25 | 26 |
| 27  | 28 | 29 | 30 | 31 |    |    |
|     |    |    |    |    |    |    |

| 4月 |    |    |    |    |    |    |
| 日  | 月 | 火 | 水 | 木 | 金 | 土 |
|     |    |    |    |    | 1  | 2  |
| 3   | 4  | 5  | 6  | 7  | 8  | 9  |
| 10  | 11 | 12 | 13 | 14 | 15 | 16 |
| 17  | 18 | 19 | 20 | 21 | 22 | 23 |
| 24  | 25 | 26 | 27 | 28 | 29 | 30 |
|     |    |    |    |    |    |    |

| 5月 |    |    |    |    |    |    |
| 日  | 月 | 火 | 水 | 木 | 金 | 土 |
| 1   | 2  | 3  | 4  | 5  | 6  | 7  |
| 8   | 9  | 10 | 11 | 12 | 13 | 14 |
| 15  | 16 | 17 | 18 | 19 | 20 | 21 |
| 22  | 23 | 24 | 25 | 26 | 27 | 28 |
| 29  | 30 | 31 |    |    |    |    |
|     |    |    |    |    |    |    |

| 6月 |    |    |    |    |    |    |
| 日  | 月 | 火 | 水 | 木 | 金 | 土 |
|     |    |    | 1  | 2  | 3  | 4  |
| 5   | 6  | 7  | 8  | 9  | 10 | 11 |
| 12  | 13 | 14 | 15 | 16 | 17 | 18 |
| 19  | 20 | 21 | 22 | 23 | 24 | 25 |
| 26  | 27 | 28 | 29 | 30 |    |    |
|     |    |    |    |    |    |    |

| 7月 |    |    |    |    |    |    |
| 日  | 月 | 火 | 水 | 木 | 金 | 土 |
|     |    |    |    |    | 1  | 2  |
| 3   | 4  | 5  | 6  | 7  | 8  | 9  |
| 10  | 11 | 12 | 13 | 14 | 15 | 16 |
| 17  | 18 | 19 | 20 | 21 | 22 | 23 |
| 24  | 25 | 26 | 27 | 28 | 29 | 30 |
| 31  |    |    |    |    |    |    |
|     |    |    |    |    |    |    |

| 8月 |    |    |    |    |    |    |
| 日  | 月 | 火 | 水 | 木 | 金 | 土 |
|     | 1  | 2  | 3  | 4  | 5  | 6  |
| 7   | 8  | 9  | 10 | 11 | 12 | 13 |
| 14  | 15 | 16 | 17 | 18 | 19 | 20 |
| 21  | 22 | 23 | 24 | 25 | 26 | 27 |
| 28  | 29 | 30 | 31 |    |    |    |
|     |    |    |    |    |    |    |

| 9月 |    |    |    |    |    |    |
| 日  | 月 | 火 | 水 | 木 | 金 | 土 |
|     |    |    |    | 1  | 2  | 3  |
| 4   | 5  | 6  | 7  | 8  | 9  | 10 |
| 11  | 12 | 13 | 14 | 15 | 16 | 17 |
| 18  | 19 | 20 | 21 | 22 | 23 | 24 |
| 25  | 26 | 27 | 28 | 29 | 30 |    |
|     |    |    |    |    |    |    |

| 10月 |    |    |    |    |    |    |
| 日   | 月 | 火 | 水 | 木 | 金 | 土 |
|      |    |    |    |    |    | 1  |
| 2    | 3  | 4  | 5  | 6  | 7  | 8  |
| 9    | 10 | 11 | 12 | 13 | 14 | 15 |
| 16   | 17 | 18 | 19 | 20 | 21 | 22 |
| 23   | 24 | 25 | 26 | 27 | 28 | 29 |
| 30   | 31 |    |    |    |    |    |
|      |    |    |    |    |    |    |

| 11月 |    |    |    |    |    |    |
| 日   | 月 | 火 | 水 | 木 | 金 | 土 |
|      |    | 1  | 2  | 3  | 4  | 5  |
| 6    | 7  | 8  | 9  | 10 | 11 | 12 |
| 13   | 14 | 15 | 16 | 17 | 18 | 19 |
| 20   | 21 | 22 | 23 | 24 | 25 | 26 |
| 27   | 28 | 29 | 30 |    |    |    |
|      |    |    |    |    |    |    |

| 12月 |    |    |    |    |    |    |
| 日   | 月 | 火 | 水 | 木 | 金 | 土 |
|      |    |    |    | 1  | 2  | 3  |
| 4    | 5  | 6  | 7  | 8  | 9  | 10 |
| 11   | 12 | 13 | 14 | 15 | 16 | 17 |
| 18   | 19 | 20 | 21 | 22 | 23 | 24 |
| 25   | 26 | 27 | 28 | 29 | 30 | 31 |
|      |    |    |    |    |    |    |

## できごと

### 1月
- 1月25日
  - 中国共産党が北平を攻略。
  - 第1回エミー賞授賞式開催。
- 1月31日 - 中国共産党の人民解放軍が北平入城。

### 2月
- 2月21日 - ルイ・アームストロングがジャズ・ミュージシャンとして初めて『タイム』の表紙に載る。

### 3月
- 3月31日 - カナダ10番目の州としてニューファンドランド・ラブラドール州が加わる。

### 4月
- 4月1日 - ニューファンドランド島がカナダ連邦に加入。
- 4月4日 - アメリカ合衆国を中心に北大西洋条約を調印。NATO発足。
- 4月18日 - アイルランド共和国法の施行によりアイルランドが共和制になる。
- 4月23日 - 中国共産党の人民解放軍、中華民国の首都南京を制圧。

### 5月
- 5月1日 - 海王星の衛星ネレイドが発見される。
- 5月5日 - ロンドン条約に基づき欧州評議会発足。
- 5月11日
  - イスラエルが国際連合59番目の加盟国として認められる。
  - シャム王国が国号をタイ王国に正式変更する。
- 5月12日 - ソ連、ベルリン封鎖解除。
- 5月20日
  - 中華民国台湾省政府、台湾省に戒厳令施行。
  - アメリカ合衆国が軍保安局（AFSA、現:アメリカ国家安全保障局、NSA）を設立。
- 5月23日 - ドイツのうち、連合国（アメリカ合衆国、イギリス、フランス）により分割占領されていた、後の西ドイツに相当する3つの占領地域が統合される。

### 6月
- 6月30日 - 朝鮮労働党結成。

### 7月
- 7月27日 - 世界初のジェット旅客機、デ・ハビランド DH.106 コメットの初飛行。

### 8月
- 8月8日 - ブータン王国独立。
- 8月12日 - 戦争犠牲者に関するジュネーヴ諸条約締結。
- 8月23日 - ハーグ円卓会議（11月2日まで）
- 8月29日 - ソ連が初の核実験に成功（セミパラチンスク核実験場）。

### 9月
- 9月7日 - ドイツ連邦共和国（西ドイツ）正式に発足。
- 9月13日 - アイスランド、イタリア、セイロン、フィンランド、ヨルダンの国連加盟申請に対してソ連が拒否権発動。
- 9月27日 - 中国人民政治協商会議第1回全体会議（中国語版）が開かれる。これにより、中華人民共和国の首都、紀年法、国歌、国旗に関する事項が決議された[1]。

### 10月
- 10月1日 - 中華人民共和国成立。
- 10月7日 - ドイツ東部のソ連占領地区にドイツ民主共和国（東ドイツ）成立。ドイツの東西分裂が確定。

### 11月
- 11月2日 - ハーグ協定批准。
- 11月3日 - 湯川秀樹、ノーベル物理学賞を受賞。日本人初のノーベル賞受賞者。
- 11月30日 - エヴァンス事件。イギリスのロンドンで起こった冤罪事件。イギリスの死刑制度廃止の発端となった。

### 12月
- 12月2日 - 人身売買および他人の売春からの搾取の禁止に関する条約が採択される。
- 12月8日 - この日までに中華民国政府の台湾への移転が完了。
- 12月16日 - スカルノ尼大統領就任。
- 12月24日 - 聞慶虐殺事件。
- 12月25日 - ハバロフスク裁判はじまる。30日まで。
- 12月29日 - インドネシアの独立が確定。

## 芸術・文化

### 文学
- ジョージ・オーウェル『1984年』
- ルース・ベネディクト『菊と刀』

### 映画
- 第三の男（監督：キャロル・リード）
- イカボードとトード氏
- 情婦マノン（監督：アンリ＝ジョルジュ・クルーゾー）

## 誕生

### 1月
- 1月2日 - クリストファー・デュラング、劇作家
- 1月5日 - エーリヒ・ブック、フィギュアスケート選手
- 1月10日 - ジョージ・フォアマン、元プロボクサー
- 1月10日 - リンダ・ラヴレース、女優（＋2002年）
- 1月13日 - ジェームズ・ミルンズ、フィギュアスケート選手
- 1月15日 - ボビー・グリッチ、メジャーリーガー
- 1月15日 - 杏真理子、歌手（＋1974年）
- 1月17日 - パトリック・ペラ、フィギュアスケート選手
- 1月19日 - 鈴木義伯、実業家
- 1月22日 - スティーヴ・ペリー、ミュージシャン（ジャーニー）
- 1月24日 - ジョン・ベルーシ、俳優、コメディアン（+ 1982年）
- 1月25日 - ポール・ナース、遺伝学者
- 1月26日 - デヴィッド・ストラザーン、俳優
- 1月29日 - ジム・タイロン、元プロ野球選手
- 1月30日 - ピーター・アグレ、医学博士、ノーベル賞化学者
- 1月30日 - ジーン・アマーン、元プロ野球選手
- 1月31日 - フレッド・ケンドール、メジャーリーガー

### 2月
- 2月8日 - スコット・アレン、フィギュアスケート選手
- 2月8日 - ピエール・アモイヤル、ヴァイオリニスト
- 2月11日 - ベン・オグリビー、元プロ野球選手
- 2月19日 - トニー・マラーノ（テキサス親父）、作家・評論家
- 2月22日 - ニキ・ラウダ、F1レーサー（+ 2019年[2]）
- 2月25日 - リック・フレアー、プロレスラー

### 3月
- 3月3日 - 梶川博、アーチェリー選手
- 3月5日 - ベルナール・アルノー、実業家
- 3月8日 - テオフィロ・クビジャス、元サッカー選手
- 3月9日 - 藤野貞義、音響監督
- 3月11日 - オスマン・サンコン、タレント、ギニア親善大使
- 3月11日 - ソヘイラ・スィッディーキー、軍人、政治家（+ 2020年）
- 3月13日 - エミー・ヴェルヘイ、ヴァイオリニスト
- 3月22日 - ファニー・アルダン、女優
- 3月30日 - ヴァシリー・サプリン、外交官

### 4月
- 4月9日 - フィリップ・サンソネッティ、微生物学者
- 4月12日 - スコット・トゥロー、小説家、ノンフィクション作家、弁護士
- 4月13日 - リカルド・ズニーノ、元F1ドライバー
- 4月17日 - ロナルド・エヴァンス、生物学者
- 4月18日 - つボイノリオ、歌手、タレント
- 4月19日 - セルゲイ・ボルコフ、フィギュアスケート選手（+ 1990年）
- 4月20日 - トーラー・クランストン、フィギュアスケート選手、芸術家（+ 2015年）
- 4月20日 - ジェシカ・ラング、女優
- 4月30日 - フィル・ガーナー、メジャーリーガー

### 5月
- 5月9日 - ビリー・ジョエル、ロック歌手、ピアニスト
- 5月12日 - 萩尾望都、漫画家
- 5月17日 - ビル・ブルーフォード、ドラマー
- 5月18日 - リック・ウェイクマン、キーボーディスト
- 5月19日 - アーチー・マニング、アメリカンフットボール選手
- 5月27日 - テリー・コリンズ、元プロ野球監督
- 5月31日 - トム・ベレンジャー、俳優

### 6月
- 6月5日 - スーザン・リンドキスト、分子生物学者（+ 2016年）
- 6月5日 - ケン・フォレット、小説家
- 6月8日 - エマニュエル・アックス、ピアニスト
- 6月11日 - トム・プライス、F1ドライバー（+ 1977年）
- 6月13日 - レフ・カチンスキ、ポーランドの元大統領（+ 2010年）
- 6月14日 - ボブ・フランクストン、コンピュータ科学者
- 6月18日 - クリス・ヴァン・オールズバーグ、児童文学作家
- 6月20日 - ライオネル・リッチー、歌手・ミュージシャン
- 6月22日 - メリル・ストリープ、女優
- 6月26日 - マーゴット・グロクシュバー、フィギュアスケート選手
- 6月27日 - ヴェラ・ウォン、ファッションデザイナー
- 6月28日 - ドン・ベイラー、プロ野球指導者、元メジャーリーガー（+ 2017年）

### 7月
- 7月16日 -  松本隆、作詞家
- 7月19日 - ジーン・ロックレア、元プロ野球選手
- 7月19日 - ジェリー・ロイス、メジャーリーガー
- 7月20日 - 金子マーティン、社会学者
- 7月21日 - リュドミラ・スミルノワ、フィギュアスケート選手
- 7月26日 - ロジャー・テイラー、ミュージシャン（クイーン）
- 7月26日 - タクシン・シナワット、実業家・政治家、タイ王国第31代首相
- 7月28日 - ヴァイダ・ブルー、メジャーリーガー
- 7月29日 - マリリン・クエール、第44代アメリカ合衆国副大統領ダン・クエールの妻（アメリカ合衆国のセカンドレディ）

### 8月
- 8月5日 - チョン・ドンファン、俳優
- 8月6日 - マイク・ラインバック、元プロ野球選手（+ 1988年）
- 8月8日 - ベーラ・マジャーリ、ハンガリー空軍大佐（+ 2018年）
- 8月13日 - アンドレ・ソーントン、メジャーリーガー
- 8月13日 - ジム・ブランゼル、元プロレスラー
- 8月14日 - モアテン・オルセン、元サッカー選手、サッカー指導者
- 8月20日 - パトリック・キルパトリック、俳優
- 8月28日 - イモージェン・クーパー、ピアニスト
- 8月28日 - 伊吹剛、俳優
- 8月29日 - スタン・ハンセン、元プロレスラー
- 8月29日 - ジョン・アグニュー、地理学者
- 8月31日 - リチャード・ギア、俳優

### 9月
- 9月4日 - トム・ワトソン、プロゴルファー
- 9月6日 - 柏原寛司、脚本家
- 9月9日 - ジェイムズ・バーンズ、作曲家
- 9月9日 - ジョージ・ムラーツ、ジャズ・ベーシスト
- 9月9日 - ジョン・カリー、フィギュアスケート選手（+ 1994年）
- 9月9日 - スシロ・バンバン・ユドヨノ、第6代インドネシア大統領
- 9月12日 - イリーナ・ロドニナ、フィギュアスケート選手
- 9月19日 - MALTA、サックス奏者
- 9月19日 - ツィッギー、イギリスの女優・モデル
- 9月23日 - ブルース・スプリングスティーン、米ロック歌手
- 9月26日 - ハナ・マシュコヴァー、フィギュアスケート選手（+ 1972年）
- 9月27日 - マイク・シュミット、元メジャーリーガー
- 9月30日 - デヴィッド・マギリヴレイ、フィギュアスケート選手

### 10月
- 10月1日 - アンドレ・リュウ、指揮者、ヴァイオリニスト
- 10月3日 - 武田広、ナレーター、アナウンサー
- 10月5日 - クラウス・ルートヴィッヒ、レーシングドライバー
- 10月8日 - シガニー・ウィーバー、女優
- 10月11日 - ボビー・ジョーンズ、元プロ野球選手
- 10月12日 - ジャック・マルーフ、元プロ野球選手
- 10月13日 - ナナ・アレクサンドリア、チェス選手
- 10月21日 - スキップ・ジェームス、元プロ野球選手
- 10月22日 - アーセン・ベンゲル、元サッカー選手、サッカー指導者

### 11月
- 11月14日 - ピエール・ブヨヤ、政治家、軍人（+ 2020年）
- 11月17日 - 安原義人、声優
- 11月23日 - アラン・ポール、歌手・マンハッタン・トランスファーメンバー
- 11月28日 - アレクサンダー・ゴドノフ、バレエダンサー・俳優（+ 1995年）

### 12月
- 12月10日 - 秋山芳子、アーチェリー選手
- 12月11日 - サモ・ハン・キンポー、俳優・映画監督
- 12月13日 - 小六禮次郎、作曲家
- 12月20日 - オスカー・ギャンブル、メジャーリーガー（+ 2018年）
- 12月22日 - モーリス・ギブ、ミュージシャン・ビージーズメンバー（+ 2003年）
- 12月22日 - ロビン・ギブ、ミュージシャン・ビージーズメンバー（+ 2012年）
- 12月25日 - ジョー・ルイス・ウォーカー - アメリカ合衆国のブルース・ギタリスト、歌手（+ 2025年）
- 12月30日 - ウィリアム・フォーサイス、バレエダンサー・振付師

### 誕生日不詳
- 桑原一司、民間学者

## 死去
- 1月6日 - ヴィクター・フレミング、映画監督（* 1889年）
- 3月28日 - グリゴラシュ・ディニク、作曲家・ヴァイオリニスト（* 1889年）
- 4月18日 - レナード・ブルームフィールド、言語学者（* 1887年）
- 4月19日 - ウルリッヒ・サルコウ、フィギュアスケート選手（* 1877年）
- 5月6日 - モーリス・メーテルリンク、小説家（* 1862年）
- 5月22日 - ハンス・プフィッツナー、作曲家（* 1869年）
- 5月22日 - ジェームズ・フォレスタル、初代アメリカ合衆国国防長官（* 1892年）
- 6月21日 - エドワード・ワズワース、画家（* 1899年）
- 6月26日 - 金九、朝鮮の独立運動家（* 1876年）
- 7月2日 - ゲオルギ・ディミトロフ、ブルガリアの指導者（* 1882年）
- 7月12日 - ダグラス・ハイド、アイルランド大統領・ゲール語連盟設立者（* 1860年）
- 7月23日 - ジョン・アンダーソン、メジャーリーガー（* 1873年）
- 8月9日 - エドワード・ソーンダイク、心理学者・教育学者（* 1874年）
- 8月16日 - マーガレット・ミッチェル、小説家（* 1900年）
- 8月20日 - ルイス・ネルソン・ドリール、クラリネット奏者（* 1885年）
- 9月8日 - リヒャルト・シュトラウス、作曲家（* 1864年）
- 9月11日 - アンリ・ラボー、作曲家（* 1873年）
- 9月22日 - 金正淑、金日成夫人・金正日生母（* 1917年）
- 9月22日 - サム・ウッド、映画監督（* 1883年）
- 10月2日 - フランク・シュルト、メジャーリーガー（* 1882年）
- 10月25日 - 高嶋米峰、仏教思想家（* 1875年）
- 10月27日 - マルセル・セルダン、プロボクサー（* 1916年）
- 10月27日 - ジネット・ヌヴー、ヴァイオリニスト（* 1919年）
- 10月31日 - エドワード・ステティニアス、アメリカ合衆国国務長官（* 1900年）
- 11月3日 - ソロモン・R・グッゲンハイム、美術品蒐集家（* 1861年）
- 11月16日 - ハロルド・E・パーマー、言語教育・音声学者（* 1877年）
- 11月19日 - ジェームズ・アンソール、画家（* 1860年）

## ノーベル賞
- 物理学賞 - 湯川秀樹
- 化学賞 - ウイリアム・ジオーク
- 生理学・医学賞 - ヴァルター・ルドルフ・ヘス、エガス・モニス
- 文学賞 - ウィリアム・フォークナー
- 平和賞 - ジョン・ボイド・オア